# 34e brigade de fusiliers motorisés de montagne
Pour les articles homonymes, voir 34e brigade.
La 34e brigade de fusiliers motorisés de montagne (en russe : 34-я мотострелковая бригада горная, abrégé en russe : 34 омсбр(г)) de son nom complet la 34e brigade distincte de fusiliers motorisés de montagne (en russe : 34-я отдельная мотострелковая бригада горная) est une brigade d'infanterie mécanisée des forces terrestres russes spécialisée dans la guerre en montagne (numéro d'unité militaire 01485).
Le régiment fait partie de la 49e armée interarmes du district militaire sud, basée dans le village de Storozhevaya-2, en Karatchaïévo-Tcherkessie.

## Historique
Créée le 30 juin 2006, l'unité appartient à l'infanterie de montagne, dont la tâche est de combattre dans les zones escarpées.
En 2014, la brigade forme des alpinistes militaires et dispose d'unités de cavalerie composées de chevaux de races locales.
La brigade participe à l'invasion russe de l'Ukraine lancée en février 2022. L'unité est signalée en Ukraine en avril 2022. Dans le cadre des opérations offensives des forces armées ukrainiennes dans la région de Kherson fin juillet 2022, son quartier général aurait été détruit par les forces ukrainiennes du commandement opérationnel sud.

## Organisation
La brigade comprend les unités suivantes :
- Quartier général de brigade
- 1001e bataillon distinct de fusiliers motorisés (montagne)
- 1021e bataillon distinct de fusiliers motorisés (montagne)
- 1199e bataillon distinct de fusiliers motorisés (montagne)
- 491e bataillon distinct d'artillerie automoteur d'obusiers
- Bataillon de transmissions
- Bataillon de missiles antiaériens et d'artillerie
- Compagnie de guerre électronique
- Compagnie d’ingénierie-sapeur
- Compagnie de réparation
- Compagnie de logistique
- Compagnie médicale